# Хуан Сото (арбітр)
Хуан Ернесто Сото Аревало (ісп. Juan Ernesto Soto Arevalo, нар. 14 жовтня 1977, Каракас) — венесуельський футбольний арбітр. Арбітр ФІФА з 2005 року.

## Біографія
Працював головним арбітром на матчах венесуельської Прімери. 18 серпня 2005 року Сото дебютував як головний арбітр міжнародного матчу в першому раунді Південноамериканського кубка під час гри між клубами «Трухільянос» та «Мінерос Гуаяна»; матч закінчився з рахунком 3:1, і венесуельський арбітр дав шість жовтих карток і одну червону. Свій перший матч на рівні збірних Сото відсудив 14 жовтня 2009 року, коли Перу перемогла з рахунком 1:0 збірну Болівії у відбірковому матчі до чемпіонату світу 2010 року. Під час цієї гри Сото дав шість жовтих карток, дві з яких одному гравцеві. Він також показав пряму червону картку.
Згодом був головним арбітром на Кубку Америки 2011 року та футбольного турніру Олімпійських ігор 2012 року, де відсудив по одній грі.
У травні 2022 року його обрали одним із відеоарбітрів, які братимуть участь у чемпіонаті світу 2022 року в Катарі.

## Матчі збірних
| Дата           | Місце               | Матч              | Результат | Турнір               | ЖК | 2' | RK |
| -------------- | ------------------- | ----------------- | --------- | -------------------- | -- | -- | -- |
| 14 жовтня 2009 | Мендоса, Аргентина  | Перу — Болівія    | 1–0       | Кваліфікація ЧС-2010 | 5  | 1  | 1  |
| 5 липня 2011   | Сан-Хуан, Аргентина | Чилі — Мексика    | 2-1       | Кубок Америки 2011   | 5  | 0  | 0  |
| 3 вересня 2011 | Ліма, Перу          | Перу – Болівія    | 2–2       | Товариський матч     | 7  | 0  | 0  |
| 7 вересня 2012 | Кіто, Еквадор       | Еквадор – Болівія | 1–0       | Кваліфікація ЧС-2014 | 4  | 0  | 0  |